# エンロン・エナジー・サービス
エンロン・エナジー・サービス (Enron Energy Services : EES) は、アメリカ合衆国に存在した総合エネルギー企業エンロンの事業部門のひとつ。ガス、電気、エネルギーマネジメントを直接、企業や家庭に提供することを目的としていた。
エンロンは、このサービスを家庭に電話線を引く電話会社を選択することに例えていた。顧客は、ワンストップで、エンロンのエネルギーサービスのすべてを利用できるとされた。EESは、Lou Paiに率いられ、彼が2000年に退社した後は、David Delaineyに引き継がれた。

## 事業計画
EESの最もよく知られた事業エリアはカリフォルニアであった。同社の戦略のひとつは、双方向の無線電気メーターを使用することであった。これは電話を用いることによって、空調と照明システムのオンオフ制御状況を遠隔で読み取ることができるというものであった。エンロンは、数千のメーターとともに、数百万ドル分の無線通信時間を購入することにした。エンロンは、企業や家庭の顧客が、年間平均5%から15%分の削減ができることを約束した。
EESは、顧客を集めるため、数百万ドルを費やして宣伝を行った。この事業戦略は、市場が広大で規制緩和されることに依存していた。1990年代の後半には、合衆国の規制緩和が遅いことが明らかとなった。同社は既に大量の通信時間を購入した後だったため、メーターの製造・出荷はわずかなものにとどまり、従業員にはSkytelのポケットベルが配られた。エンロンは事業戦略とターゲットとする企業や組織を変更することを決定し、事業所を合衆国中に配置することにした。

## 問題
EESは、商業分野や産業分野の大口顧客を対象に、過去の光熱水使用量と比較して一定量の省エネルギーを保証する、いわゆるESCO事業を実施した。エンロンは、これらの契約で、設備改修工事の費用相当を除く光熱水費の削減成果を顧客と分け合い、また、想定を上回る追加的な光熱水費削減分については同社の利益とすることとした。しかし、エネルギー改修工事の費用が同社の当初の見積を上回り、また、消費エネルギー削減量が計画を下回ることで、しばしば同社のもくろみは裏目に出、得たよりも多くの費用を負担することとなった。社内では、初期の問題は典型的な「スタートアップ」に伴う損失であり、売上や収益性は指数関数的に成長すると予想されることから、最終的にはカバーされることになると発表された。しかし、売上や収益性の劇的な増大が実現することはなく、複雑な契約の文言、時価会計、エンロンについて知られている他の金融トリックにより、多大な損失は隠されることとなった。
EESは、顧客への請求や徴収の額の正確さに問題を抱えていた。
同社が、エネルギー取引が実際に行われていることをウォール街に示すために、顧客に金を払って契約させているとの主張がなされた。また、同社が利益を上げるため、カリフォルニアの電力市場を操作しているとの主張もなされた。
ほとんど成果のない宣伝やマーケティングに費用を費やした後、同社の事業は5億ドルを超える赤字となった。
エンロン・エナジー・サービスは、2001年12月2日にエンロン社と共に破産を申請した、多くの事業部門のうちのひとつとなった。